# Сулеєво (Лещинський повіт)
Сулеєво (пол. Sulejewo) — село в Польщі, у гміні Ліпно Лещинського повіту Великопольського воєводства.
Населення — 96 осіб (2011).
У 1975-1998 роках село належало до Лешненського воєводства.

## Демографія
Демографічна структура станом на 31 березня 2011 року:
|          | Загалом | Допрацездатний вік | Працездатний вік | Постпрацездатний вік |
| -------- | ------- | ------------------ | ---------------- | -------------------- |
| Чоловіки | 49      | 7                  | 39               | 3                    |
| Жінки    | 47      | 8                  | 30               | 9                    |
| Разом    | 96      | 15                 | 69               | 12                   |